# Filozofie 19. století
Filosofiie 19. století se od všech předchozích období zásadně odlišuje například tím, že:

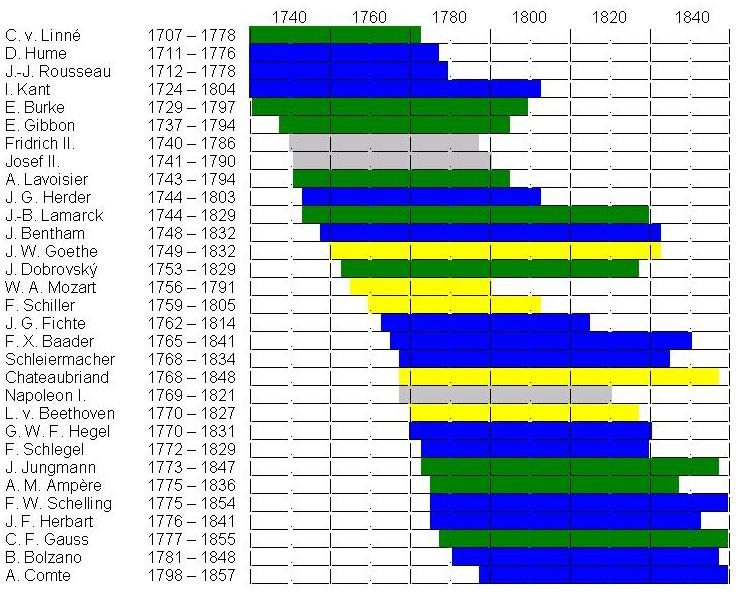
Významné osobnosti 1730-1850

- od filosofie se s konečnou platností oddělily jednotlivé vědy a získávají stále větší váhu;
- typický filosof už není mnich, šlechtic ani chráněnec bohatého mecenáše, nýbrž univerzitní učitel;
- nesmírně vzrostl počet profesionálních filosofů i jejich publikací;
- filosofie se definitivně rozchází do mnoha více méně oddělených jazykových oblastí;
- do popředí zájmu vstupují dějiny filosofie.

## Přehled

### První polovina století
Začátek 19. století je ve stínu Francouzské revoluce a jakobínského teroru, ve znamení napoleonských válek a následující restaurace. V zemích obsazených Napoleonem vzniká vlna národního odporu (Španělsko, Německo), ve Střední a Východní Evropě začíná „obrození“ menších národů. Šlechta ztrácí svoji politickou funkci a nahrazuje ji státní byrokracie, společnosti se mění na měšťanské, občanské. Začíná průmysl a pravidelná doprava, roste počet obyvatel měst, množství knih a časopisů, význam škol a univerzit. V literatuře je to velká doba romantismu, v umění empir a biedermeier.
Evropské filosofii zřetelně vládne německý idealismus, který kriticky navázal na racionální osvícenský systém Immanuela Kanta (1724-1804). Mezi jeho hlavní představitele patřili Johann Gottlieb Fichte (1762-1814), Friedrich Wilhelm Joseph von Schelling (1775-1854), Georg Wilhelm Friedrich Hegel (1770-1831) a později Ludwig Feuerbach (1804-1872). Byl to jeden z posledních pokusů o úplný a spekulativně vybudovaný filosofický systém. Byl založen na předpokladu univerzálního Ducha, který člověka přesahuje a přitom se v dějinách vyvíjí. Hlavním tématem tohoto vývoje je svoboda, která se uskutečňuje ve svobodné společnosti.
Přímou reakci proti osvícenskému a pak i Hegelovu racionalismu, ale také proti patosu pokroku a občanské svobody, znamená romantismus. Začíná v Anglii a v Německu jako umělecký styl a vkus, v literatuře (Walter Scott, Johann Wolfgang Goethe), v poezii (Friedrich Schiller, Friedrich Hölderlin, George Gordon Byron, Puškin), v hudbě (Ludwig van Beethoven, Franz Liszt, Frederyk Chopin) i ve výtvarném umění (Goya, William Turner). Od ostrého světla pokroku a měšťanských představ blahobytu se obrací k hlubinám minulosti, národa i vlastní duše. Ve filosofii navazuje na Herderovu kritiku Kanta a racionalismu, zdůrazňuje význam citu, bolesti, hrdinství a objevuje význam umění, tradic a národní svébytnosti: Friedrich Wilhelm Joseph von Schelling, Friedrich Schlegel. Ve Francii i v Německu oživuje zájem o starší historii, o historické památky i o staré právo.
Naproti tomu se osvícenská víra v rozum, vědu a neomezené možnosti pokroku ještě dále radikalizovala v díle mužů, jako byl britský právní teoretik, filosof a společenský reformátor Jeremy Bentham (1748-1832), zakladatel utilitarismu, nebo francouzský filosof a zakladatel sociologie Auguste Comte (1797-1857). Bentham navázal na skeptické názory Th. Hobbese, D. Huma a francouzských osvícenců, za jediné kritérium společenských institucí pokládal jejich užitečnost a mířil především k praktickým reformám práva a vzdělávání. Vůči svému příteli A. Smithovi hájil ještě širší ekonomické svobody, zároveň však navrhoval povinné pojištění, minimální mzdu a také volební právo žen. Naproti tomu matematik a filosof Comte se snaží o reformu vědy a zakládá pozitivní filosofii (pozitivismus), jež se chce zabývat pouze bezpečně zjištěnými fakty a vztahy mezi nimi. V této souvislosti zavádí novou klasifikaci věd, a to podle úrovně abstrakce; základem věd je matematika. Lidský duch podle Comta prochází v dějinách třemi stádii, teologickým, metafysickým a pozitivním, v němž dokáže vědecky organizovat i společnost.

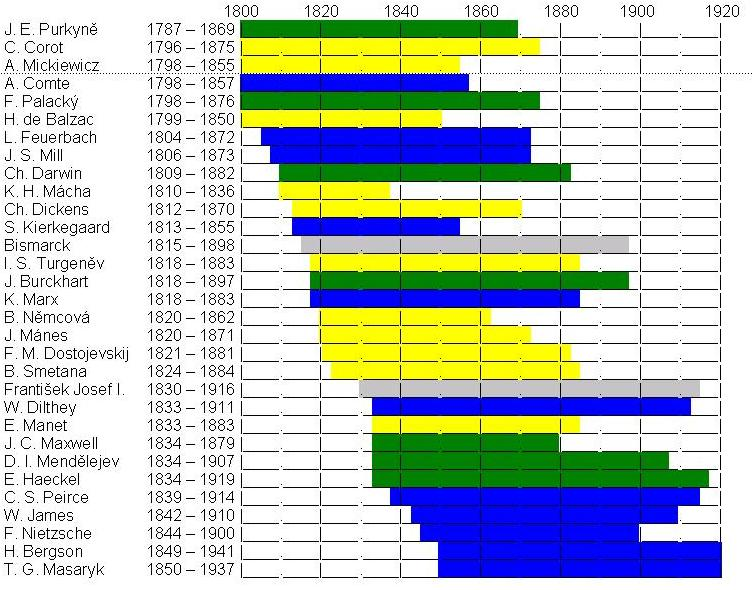
Významné osobnosti 1800-1920

### Druhá polovina století
Od třicátých let je industrializace v plném proudu a evropskou politiku určují revoluce – měšťanské, národní a pak i sociální. Rychle se šíří nové průmyslové postupy, železnice, telegraf i tisk a věda dosahuje dalších úspěchů. Parníky nahradily plachetnice, celý svět je rozdělen mezi koloniální mocnosti a roku 1851 se v Londýně koná první Světová výstava. Uhlí, ocel, pára a elektřina, to jsou symboly nové doby a nástroje dalšího pokroku.
Filosofové tohoto období netvoří školy, ale předkládají vlastní, často silně individuální pohledy na světa a na člověka v něm. Myšlenka dějinnosti – patrně nejzávažnější novinka 19. století – proniká do různých věd a v podobě Darwinovy evoluce dostává úplně novou podobu: dějiny nejsou jen lidská historie, ale dějinná je i příroda včetně člověka, který do ní patří.
Jen některé vědy, matematika, fyzika, chemie, astronomie se dějinnosti zatím brání, představují však pro filosofii nedostižný vzor přesnosti a objektivity, a tím i stálou výzvu. Na Comta navazují filosofové, inspirovaní vědeckou metodou jako John Stuart Mill (1806-1873), Herbert Spencer (1820-1903) nebo Ernst Mach (1838-1916).
Dalším prohloubením romantické stránky německého idealismu je protest dánského teologa a filosofa Sörena Kierkegaarda (1813-1855) proti nezúčastněnému – a tedy nelidskému - pohledu „z výšky“ domnělého absolutna. Lidskou osobu, jednotlivou existenci člověka s jeho odpovědností, svobodou, nadějí a hříchem nelze zahrnout do celkového pohledu „dějin“, pro něž jednotlivec nic neznamená. K čemu je ale pokrok, který nic neví o lidském utrpení?
Falešné „absolutno“ idealistické filosofie, jež má zastřít skutečné problémy společnosti, zejména sociální nespravedlnost průmyslového kapitalismu, zpočátku ostře kritizoval Karel Marx (1818-1883). Jeho metoda hledání skutečných, to jest hmotných zájmů, ho vedla k rozboru společenských a hospodářských poměrů, z níž pak vznikla i jeho revoluční teorie společnosti, dialektický materialismus. Dějiny jsou ve skutečnosti neustálý zápas dvou tříd, totiž majitelů, kteří nepracují, a pracujících, kteří nic nemají. Majitelé žijí z bezpracných zisků, jež jim vytvářejí nemajetní dělníci, protože jim nic jiného nezbývá. Jen další sociální revolucí, která tento rozdíl zruší, může vzniknout spravedlivá společnost.
Na Kierkegaardův objev upřímnosti a pravdivosti, která si nesmí nic nalhávat, inspirovaný Blaise Pascalem, navazuje jeden z nejoriginálnějších myslitelů 19. století, Friedrich Nietzsche (1844-1900). Ve světě bez Boha je člověk ze všech stran ohrožen nihilismem, „malým pohodlím“ zbabělců, a Nietzsche „filosofuje kladivem“, protože se zoufale snaží najít něco, co by odolalo drtivé kritice moderní doby. Jeho romantický až titánský závěr, výzva k překonání sebe sama jako „mostu k nadčlověku“, dala podnět k různým zneužitím, je však dodnes důležitým podnětem skutečně filosofického myšlení.
Ke konci století se objevuje nový zájem o jazyk jako nositel myšlení a vznikají nová odvětví jako filosofie jazyka nebo sémiotika. Důležité jsou i návraty ke starším filosofickým tradicím, jako je novotomismus nebo novokantovství.

## Významné události
- 1804 zemřel I. Kant
- 1809 vychází Hegelova „Fenomenologie ducha“
- 1814 obnovuje Vídeňský kongres evropské uspořádání, rozrušené Napoleonem
- 1821 první veřejná železnice Stockton – Darlington
- 1827 první daguerrotypie (předchůdce fotografie)
- 1828 vychází úplný Goethův "Faust"
- 1830 začíná vycházet Comtův „Kurz pozitivní filosofie“
- 1831 vychází Balzacova „Šagrénová kůže“, 1834 „Evženie Grandetová“
- 1836 vychází Máchův „Máj“
- 1837 Morseův telegraf
- 1839 železnice Vídeň – Brno, první s parní trakcí v Rakousku
- 1843 vychází Kierkegaardovo „Buď – anebo“
- 1843 vychází „Systém logiky“ J. St. Milla
- 1848 vychází Marxův „Komunistický manifest“
- 1848 téměř ve všech zemích Evropy vypukají občanské, národní i sociální revoluce
- 1859 vychází Darwinovo „O původu druhů“
- 1861 vycházejí Dostojevského „Ponížení a uražení“, 1866 „Vina a trest“
- 1863 povstání v Polsku
- 1864 je v Londýně založena První internacionála
- 1866 Prusko-rakouská válka
- 1866 transatlantické telgrafní spojení
- 1868 vychází Tolstého „Vojna a mír“
- 1871 vychází Darwinovo „O původu člověka“
- 1871 po Prusko-francouzské válce vzniká Pařížská komuna
- 1876 vyšel první díl Nietzscheho „Tak pravil Zarathustra“
- 1886 první automobil (Carl Benz)
- 1889 je v Paříži založena Druhá internacionála
- 1895 A. S. Popov a o rok později G. Marconi předvedli bezdrátovou telegrafii
- 1895 bratři Lumièrové předvedli první film
- 1896 vychází Masarykova „Otázka sociální“